# 茂原町
茂原町（もばらまち）は、千葉県長生郡（長柄郡）にかつて存在した町である。現在の茂原市の中部に位置している。
現在の茂原市は、1952年、1972年の2度にわたる新設合併によって誕生したものであり、本町とは異なる自治体である。

## 歴史

### 沿革
- 1889年（明治22年）4月1日 - 町村制施行により茂原町、高師村、上林村、鷲巣村、箕輪村、長谷村、内長谷村、大芝村、早野新田、永吉新田が合併して長柄郡茂原町が発足。
- 1897年（明治30年）
  - 4月1日 - 長柄郡、上埴生郡が統合されて長生郡となる。
  - 4月17日 - 房総鉄道（現外房線）大網駅 - 一ノ宮駅（現上総一ノ宮駅）間の開通にともない茂原駅（もはらえき）が開業。
- 1907年（明治40年）9月1日 - 房総鉄道が国有化し、房総線となる。
- 1935年（昭和10年）7月10日 - 茂原駅の駅名の読み方を「もばら」に変更。
- 1952年（昭和27年）4月1日 - 東郷村、豊田村、二宮本郷村、鶴枝村、五郷村と合併し、茂原市を新設。同日茂原町廃止。

## 町長
- 安川寛三郎（1892年4月 - 1893年10月）

## 交通

### 鉄道
- 国鉄（現JR東日本）
  - 房総東線（現外房線）：茂原駅

合併後の1955年に開業した新茂原駅は、旧豊田村の村域に所在する。

### 道路
- 現在の国道128号（合併翌年の1953年に制定）

## 名所・旧跡
- 藻原寺